# El Refugio, Texas
El Refugio là một nơi ấn định cho điều tra dân số (CDP) thuộc quận Starr, tiểu bang Texas, Hoa Kỳ. Năm 2010, dân số của nơi này là 331 người.

## Dân số
- Dân số năm 2000: 221 người.
- Dân số năm 2010: 331 người.